# Thank U
«Thank U» es el primer sencillo del cuarto álbum de estudio de Alanis Morissette, Supposed Former Infatuation Junkie. Fue nominada en los Premios Grammy en 2000 por "Mejor Interpretación Vocal Pop Femenina".

## Antecedentes y escritura
Morissette escribió la canción después de regresar de un viaje de la India en 1997. La canción expresa la gratitud que sentía en ese momento. La letra como "gracias terror" o "gracias fragilidad" prestan a la canción un sentido de fragilidad lírica sobre la esperanza, desesperanza, el cinismo y el triunfo personal.
"Thank U" es una canción pop-rock escrita en la tonalidad de do mayor. Está escrito en compás de 4/4 y se mueve a un ritmo moderado de 80 pulsos por minuto. La canción usa una progresión de acordes simples, alternando entre acorde de do mayor, tónica, acorde de sol mayor, dominante, el acorde de fa mayor, subdominante, para volver a la tónica, lo que en cifrado armónico funcional se indicaría I-V-IV-I.

## Vídeo musical
En el vídeo musical se puede ver a Morissette completamente desnuda, con su largo cabello cubriendo sus pechos y con la entrepierna borrosa, mientras camina por diversos lugares de la vía pública como la calle, un supermercado o el metro mientras es abrazada por desconocidos.

## Lista de canciones
1. «Thank U» (álbum versión) – 4:19
2. «Pollyanna Flower» (unreleased bonus track) – 4:07
3. «Uninvited» (demo) – 3:04

## Posicionamiento
| Listas (1998)                     | Posición |
| --------------------------------- | -------- |
| Australia                         | 15       |
| Austria                           | 10       |
| Canadá Singles Chart              | 1        |
| Países Bajos                      | 8        |
| Nueva Zelanda                     | 2        |
| Noruega                           | 3        |
| Sweden                            | 49       |
| Suiza                             | 18       |
| U.S. Billboard Hot 100            | 17       |
| U.S. Billboard Modern Rock Tracks | 12       |
| U.S. Billboard Adult Top 40       | 1        |
| U.S. Billboard Top 40 Mainstream  | 2        |
| UK Singles Chart                  | 5        |